# Ahu-ilaja
Ahu-ilaja, Ahu-ila’i (akad. Aḫu-ilāja, Aḫu-ilā’ī, w transliteracji z pisma klinowego zapisywane zazwyczaj mPAB-DINGIR-a-a; tłum. „Brat jest mym bogiem”) – wysoki dostojnik za rządów asyryjskiego króla Aszurbanipala (669-627? p.n.e.), gubernator prowincji Karkemisz; zgodnie z Asyryjską listą eponimów w 649 r. p.n.e. pełnić miał też urząd eponima (limmu). Jego imieniem jako eponima datowane są inskrypcje królewskie Aszurbanipala, list skrybów z Arbeli do Aszurbanipala, list Aszurbanipala do elamickiego króla Indabigasza (Indabibi) oraz dokumenty prawne z Niniwy, Aszur, Kalhu, Gezer i Ma’allanate. Możliwe, iż w którymś punkcie swej kariery Ahu-ilaja pełnić mógł też urząd gubernatora Niniwy, gdyż w jednym z tekstów z czasów panowania Aszurbanipala, będącym listą gubernatorów i innych ważnych urzędników, wymieniany jest „Ahu-ilaja, gubernator Niniwy” (mPAB-DINGIR-a-a LÚ.EN.NAM URU.NINA.KI).